# Roccaforzata
Roccaforzata – miejscowość i gmina we Włoszech, w regionie Apulia, w prowincji Tarent.
Według danych na rok 2004 gminę zamieszkiwały 1752 osoby, 350,4 os./km².